# 柑仔园修道院国民型华文中学
柑仔園修道院國民型華文中學（简称修道院华中）是马来西亚槟城州东北县乔治市柑仔园路的一所国民型华文中学，同时也是全女子中学，于1947年成立。小学和中学共用同一间校舍和场地。在全马来西亚30间修道院中学里只有三间国民型华文中学，槟城修道院中学是其中一间，另外兩间分別位于怡保與马六甲。这三间学校全都有中小学。

## 校史
聖嬰修女會在1852年接受了马来西亚的天主教会请示，前来开办学校。最初是在槟城、新加坡、马六甲创立学校，过后始逐渐扩展至全马各地。在修女群中，华裔的修女为数不少。那时历来教会所推行的教育，几乎以英文为主。所创立的学校，全是英校。当时的华裔修女，多数接受英文教育，但是她们仍存有华人的观念。
担任总院长的由达诗秀（Rev. Mother Tarcisius）认为兴办教育不应限于英文，应遁地方与社会的需要而设。取得院方同意后，在她亲自主持策划之下，在1935年1月14日，即开始暂借本屿柑仔园路之一间住楼，作为初办上课之地点，於是一间天主教的华校诞生了，命名为“槟城修道院华校”。 
修道院华校初创期间，只是幼稚园与初级小学。开办六个月，学生人数增至七十五名，分为三班授课。院方于1938年购下一间半板壁半灰墙的建筑物，即现址柑仔园路421号。并于1940年增办师范班。
1941年年中，第二次世界大战爆发，日军侵略马来亚。在1945年秋季，日本投降，日军退出占领区。各类型的学校恢复兴办，这间华校也恢复了生机。自战后，这间华校改制了，拒绝收容男生。从此由一间男女合校变成为一间女校。复办初期，成为女子学校。在1947年本校停办师范班而改设中学，又在1950年再开办英文班和商科班。 
1952年陈罗撤修女校长（SR. ROSE）调升，由刘碧德修女（SR. PIERRE）继任。在1954年间，再作第二次之扩建。1954年间，本校便接受政府全部津贴。将这校的中小学行政分开，并另委派修女擔任中学校长，负责主持中学部之校政。 
1959年，为应付学生学习环境之需，又再作第三次扩建，又在本校左舍旷地再扩建礼堂、教室、家政室、图工室、化学室以及教职员办公室等。1960年2月26日，庆祝银禧暨扩展礼堂等落成，一连四晚的节目，是校史上最有规模的庆祝盛会。 
1974年，本校成立了家教协会。首届的家教协会主席为方子荣先生。随后成立了重建校舍委员会，完成一间三层楼巍峨的校舍。1976年7月3日，由副教育部长拿督陈新声亲临剪彩揭幕。
1975年之后，小學、中學部学生人数达至二千余名。1980年组织了中小学扩建校舍委员会。连同政府津贴金，共筹获接近一百万元。新校舍开始动工，直至1983年底竣工。

## 校徽
校徽是个荣耀的象征。校徽中间是一个红色的长方形纹徽，红色以传统的方式传达爱的讯息，象征主的博爱。中央则印有中文‘修’字，即“修道”之意，也象征本校是国民型华文中学。
这长方形纹徽的上方是颗金色的五角星，而周围则环绕着由延命菊制成的花环以及下方两条写上校训“Tulus Dengan Fadilat, Azam Dengan Bakti” “纯朴于德行，勇毅于任务”的布条。金色的五角星代表人生中的一盏明灯，它引导及鼓励人们勇往直前，迈向理想。另一方面，星星的五个角也代表馬來西亞的国家原则。延命菊制成的花环象征纯洁和对主、对邻居以及对自己的真诚。

## 校歌
我们珍惜光阴，服从格言，
我们皈依贞洁，广播真诚种子，
啊！真诚赋予勇敢，我校庇荫幸福，
快快乐乐渡此日。
我们永离污俗，供奉我圣，
我们心怀慈爱，化虚伪为贞洁，
啊！贞洁鼓励向前，我校启迪智慧，
欢欢喜喜祝万年。

## 历任校长
| 任期                    | 校长                                 |
| ----------------------- | ------------------------------------ |
| 1947–1952               | Sister Rose                          |
| 1952–1955               | Sister Pierre                        |
| 1955–1960               | Sister John of the Cross             |
| 1960–1962               | Sister Valerie                       |
| 1963–1970               | Sister Stephen                       |
| 1971–1976               | Madam Ho Boon Choo                   |
| 1976–1978               | Miss Josephine Phun                  |
| 1980 - 1992年6月        | Miss Chong Swee Geok （张瑞玉 女士） |
| 1992年11月 - 2003年12月 | Miss Chin Choo Kuan （陈楚君 女士）  |
| 2004年1月 - 2005年12月  | Madam Khoo Swe Joo （邱瑞如 女士）   |
| 2006年7月 - 2008年5月   | Madam Lim Guat Tuan （林月缎 女士）  |
| 2008年7月 – 2014年3月   | Madam Cheng Lye Sen （程丽仙 女士）  |
| 2014年6月 - 2019年7月   | Miss Chia Lay Lay （谢丽丽 女士）    |
| 2020年1月 - 现今        | Madam See Bee Kim (施美琴 女士）     |